# Robert Blome
Pour les articles homonymes, voir Blom.
Robert Blome, né le 25 avril 1905 à Schaerbeek (Belgique) et mort en 2003, est un acteur belge de cinéma et de théâtre.

## Filmographie
- 1947 : Cargaison clandestine d'Alfred Rode
- 1948 : Cinq tulipes rouges de Jean Stelli - Jeff Dooksen
- 1949 : L'Homme aux mains d'argile de Léon Mathot
- 1949 : Dernier Amour de Jean Stelli
- 1949 : Le 84 prend des vacances de Léo Joannon
- 1949 : Envoi de fleurs de Jean Stelli
- 1949 : Au revoir Monsieur Grock de Pierre Billon
- 1950 : Pigalle-Saint-Germain-des-Prés de André Berthomieu
- 1950 : Au fil des ondes de Pierre Gautherin
- 1950 : Sous le ciel de Paris de Julien Duvivier
- 1950 : Bon voyage mademoiselle de Bernard Borderie - court métrage -
- 1955 : Les deux font la paire d'André Berthomieu - Le coiffeur
- 1955 : La Madelon de Jean Boyer - Un Belge
- 1955 : La Bande à papa de Guy Lefranc - Un collègue de Fernand
- 1955 : L'Impossible Monsieur Pipelet de André Hunebelle - Un spectateur à la boxe
- 1955 : Voici le temps des assassins de Julien Duvivier - L'homme de passage aux halles
- 1956 : La Loi des rues de Ralph Habib
- 1956 : L'Homme aux clés d'or de Léo Joannon
- 1956 : Notre Dame de Paris de Jean Delannoy
- 1956 : L'Homme à l'imperméable de Julien Duvivier
- 1956 : Jusqu'au dernier de Pierre Billon
- 1957 : Amour de poche de Pierre Kast
- 1957 : Le Septième Ciel de Raymond Bernard
- 1957 : Mademoiselle et son gang de Jean Boyer - Un consommateur
- 1958 : Le Sicilien de Pierre Chevalier
- 1958 : Drôles de phénomènes de Robert Vernay
- 1958 : Du rififi chez les femmes de Alex Joffé
- 1958 : Péché de jeunesse de Louis Duchesne
- 1959 : Quai du point du jour de Jean Faurez
- 1960 : La Bride sur le cou de Jean Aurel et Roger Vadim
- 1961 : De quoi tu te mêles, Daniela ! (Zarte Haut in schwarzer Seide), de Max Pécas
- 1961 : Le Gentleman d'Epsom de Gilles Grangier - Un joueur
- 1962 : Le Doulos de Jean-Pierre Melville
- 1962 : Heureux anniversaire de Pierre Etaix et Jean-Claude Carrière - court métrage -
- 1962 : Strip-tease de Jacques Poitrenaud
- 1962 : Le Soupirant de Pierre Etaix
- 1962 : Carambolage de Marcel Bluwal - Un collaborateur de l'agence
- 1963 : Cherchez l'idole de Michel Boisrond - Un spectateur
- 1963 : L'Homme de Rio de Philippe de Broca
- 1963 : Une ravissante idiote de Édouard Molinaro
- 1964 : L'Abonné de la ligne U de Yannick Andreï
- 1964 : Un monsieur de compagnie de Philippe de Broca - Un serviteur du prince
- 1965 : Pas de caviar pour tante Olga de Jean Becker
- 1965 : Tant qu'on a la santé de Pierre Etaix
- 1965 : Objectif 500 millions de Pierre Schoendoerffer
- 1966 : Le Roi de cœur de Philippe de Broca - Un aliéné
- 1966 : série télévisée Les Cinq Dernières Minutes, épisode La Rose de fer de Jean-Pierre Marchand
- 1966 : Sale temps pour les mouches de Guy Lefranc
- 1967 : Les Habits noirs (roman de Paul Féval), feuilleton télévisé de René Lucot
- 1967 : série télévisée Le Tribunal de l'impossible - Épisode La Bête du Gévaudan d'Yves-André Hubert - 1er paysan
- 1969 : Les Patates de Claude Autant-Lara - Le retraité
- 1969 : Les Enquêtes du commissaire Maigret de René Lucot, épisode : La Maison du juge
- 1969 : En votre âme et conscience, épisode : L'Affaire Deschamps ou la reconstitution de  Jean Bertho
- 1971 : En pleine forme de Pierre Étaix

## Théâtre
- 1943 : Rêves à forfait de Marc-Gilbert Sauvajon, Théâtre Daunou
- 1944 : Monseigneur de Michel Dulud, Théâtre Daunou

Metteur en scène
- 1941 : Tout n'est pas noir d'André Birabeau, Théâtre Daunou